# رابرت آلدا
رابرت آلدا (انگلیسی: Robert Alda; ۲۶ فوریهٔ ۱۹۱۴ – ۳ مهٔ ۱۹۸۶) یک هنرپیشه اهل ایالات متحده آمریکا بود. وی بین سال‌های ۱۹۳۵ تا ۱۹۸۴ میلادی فعالیت می‌کرد.

## گزیده فیلمشناسی
از فیلم‌ها یا برنامه‌های تلویزیونی که وی در آن نقش داشته‌است می‌توان به آثار زیر اشاره کرد.
- راپسودی در بلو (فیلم) (۱۹۴۵)
- ماجرای مرموز و پرالتهاب (فیلم ۱۹۴۶) (۱۹۴۶)
- تقلید زندگی (فیلم ۱۹۵۹) (۱۹۵۹)
- کاگلیوسترو (فیلم ۱۹۷۵) (۱۹۷۵)
- من می‌خواهم (۱۹۷۶)
- مرد عنکبوتی شگفت انگیز (۱۹۷۷)
- کارآگاه راکفورد (۱۹۷۸)

## نگارخانه

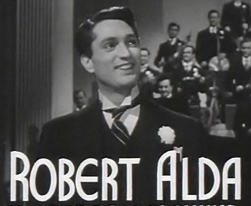